# Sixtus Kärgel
Sixtus (variante : Sixt) Kärgel (variantes : Kargel, Kergel, Kargl, Kaergel), né à Strasbourg ou à Mayence, vers 1540, mort après 1594, est un compositeur, luthiste et compilateur de recueils musicaux de la Renaissance tardive.
Il est luthiste de l'archevêque de Strasbourg de 1574 à 1586.

## Publications
Il est l'auteur de plusieurs recueils pour luth, publiés à Mayence, Augsbourg, Louvain et Strasbourg.
- Novae, elegantissimae, gallicae, item et italicae cantilenae, mutetae & passomezo, adjunctis suis saltarellis, mira dulcedinae in testudine canendae : in tabulaturam per M. Sixtum Kaergel lautenistam, in nobilissimae huius artis amatoribus gratiam translatae & typis excusae, Strasbourg, Bernhard Jobin, 1574
- Toppel Cythar. Nova eaque artificiosa ratio ludendae cytharae, quam compilatores duplam cytharam vocant : aliquot elegantissimis, italicis, germanicis et gallicis cantionibus et saltationibus exempli vice ornata--Neue künstliche Tabulatur, auf die lautengemäse Toppel Cythar mit sechs Cohren von etlichen italiänischen, teutschen und französischen Lidern und Täntzen : baides für sich selbs volkommenlich und auch zu andern Instrumenten dinstlich zuspilen und zugebrauchen, gestellet durch Sixt Kärgel, Lautenist und Johan Dominico Lais, Strasbourg, Bernhard Jobin, 1578
- Renovata Cythara : hoc est novi et commodissimi exercendae cytharae modi : constantes cantionibus musicis, passomezo, padoanis, gaillardis, allemanicis & aliis ejusmodi pulchris exemplis : ad tabulaturam communem redactis. Quibus accessit dilucida in cytharam isagoge, quo suo marte quilibet eam ludere discat--Neugestalt Cytharbuch. Darinn vilerley art Gesäng, Lider, Passomezo, Padoana, Gaillarde, Branle und teutsche Täntz nach gemeyner Tabulatur auf die teutsch Cythar sehr bekömlich zulernen begriffen sind.. Durch Sixt Kärgel. Lautenisten, Strasbourg, Bernhard Jobin, 1580